# Barry Sonnenfeld
Barry Sonnenfeld (Nova Iorque, 1 de Abril de 1953) é um diretor de filmes estadunidense.

## Carreira
Barry Sonnenfeld trabalhou como diretor de fotografia de 1982 a 1990 e ele trabalhou com os irmãos Joel e Ethan Coen nos anos 80, por exemplo Sangue por Sangue (Blood Simple) (1984), Arizona Júnior (Raising Arizona) (1987) e História de Gangsters (Miller's Crossing) (1990). Desde 1991, Barry Sonnenfeld trabalha como diretor de filmes e o seu primeiro filme foi The Addams Family (1991), com Anjelica Huston e Raul Julia. O seu grande sucesso veio em 1997, no filme MIB - Homens de Negro (Men in Black) (1997), com Tommy Lee Jones e Will Smith e foi um enorme sucesso de bilheteira nos anos 90.

## Filmografia
Cinema
- 2016 - Nine Lives
- 2012 - Men in Black 3
- 2006 - RV
- 2002 - Men in Black 2
- 2002 - Big Trouble
- 1999 - Wild Wild West
- 1997 - Men in Black
- 1995 - Get Shorty
- 1993 - Addams Family Values
- 1993 - For Love or Money
- 1991 - The Addams Family
- 1990 - Miller's Crossing

Televisão
- 2021 - Schmigadoon! (série, 6 episódios)
- 2017-19 - A Series of Unfortunate Events (série, 10 episódios)
- 2016-19 - The Tick (série, 12 episódios)
- 2007-09 - Pushing Daisies (série, 2 episódios)
- 2006 - Notes from the Underbelly (série, 6 episódios)
- 2001 - The Tick (série, piloto)

## Prémios e nomeações
- Ganhou a Framboesa de Ouro de pior realizador por Wild Wild West (1999).